# Forte Jesus de Mombaça

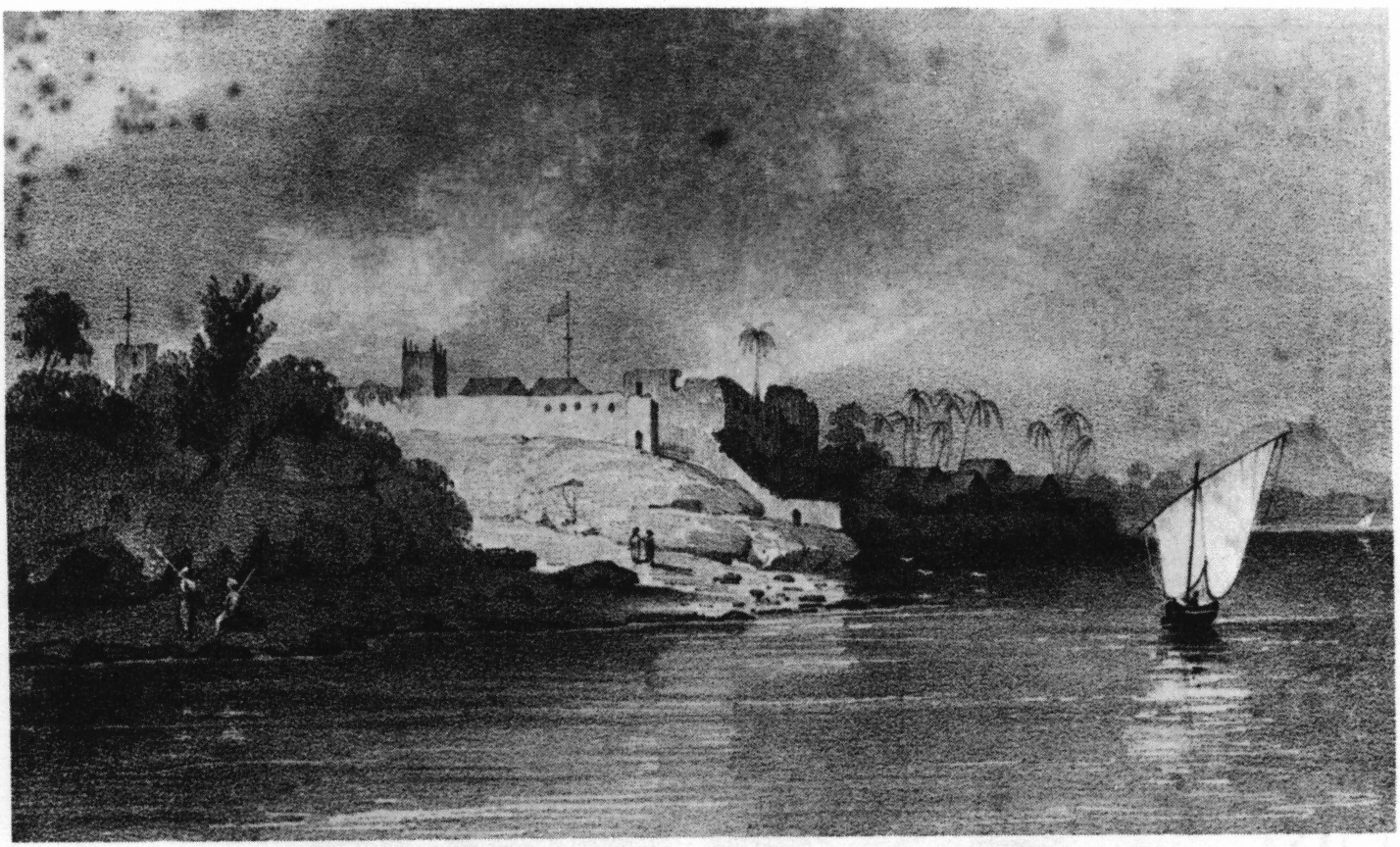
Forte Jesus de Mombaça, Quénia, em 1883.

O Forte Jesus de Mombaça, também referido como Fortaleza de Jesus de Mombaça, localiza-se na cidade de Mombaça, no atual Quénia. Patrimônio Mundial da UNESCO desde 2011.

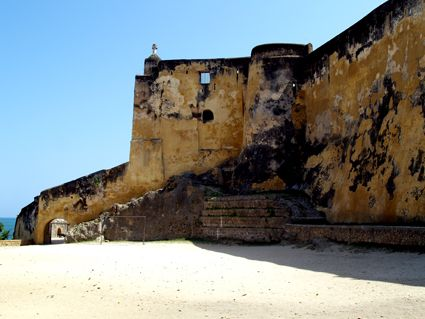
Forte Jesus de Mombaça, Quénia.

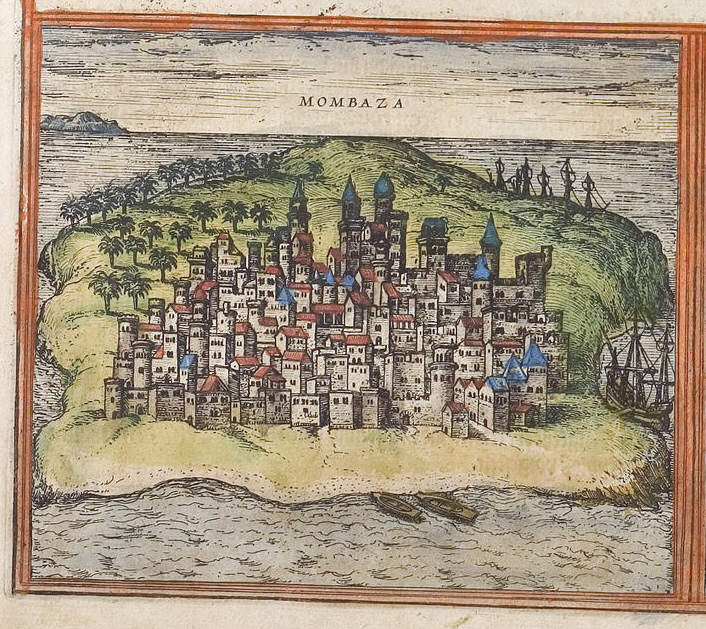
"Mombaza" (Braun e Hogenberg. "Civitates Orbis Terrarum", 1572).

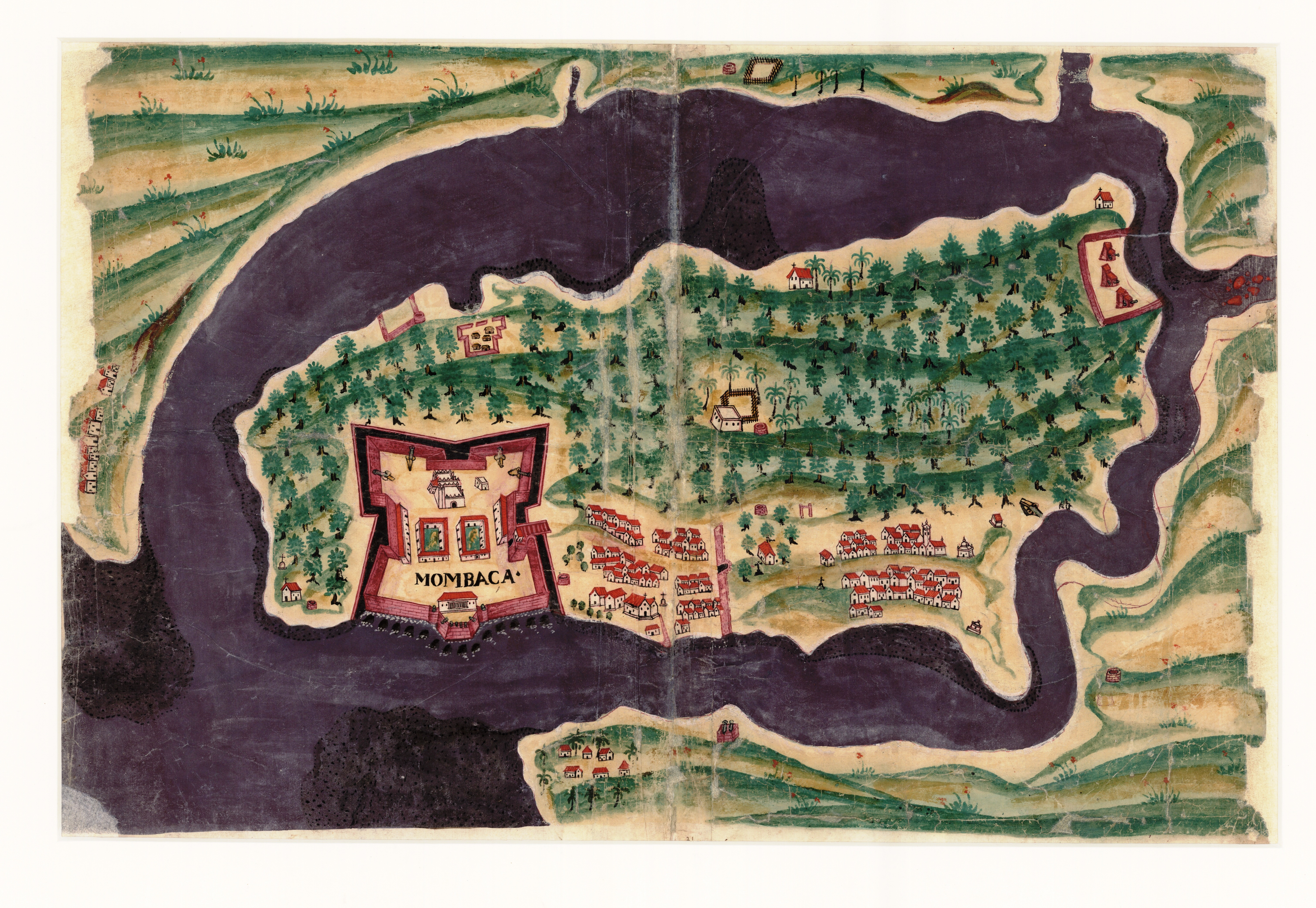
Mombaça ("Livro das Plantas de Todas as Fortalezas", 1635).

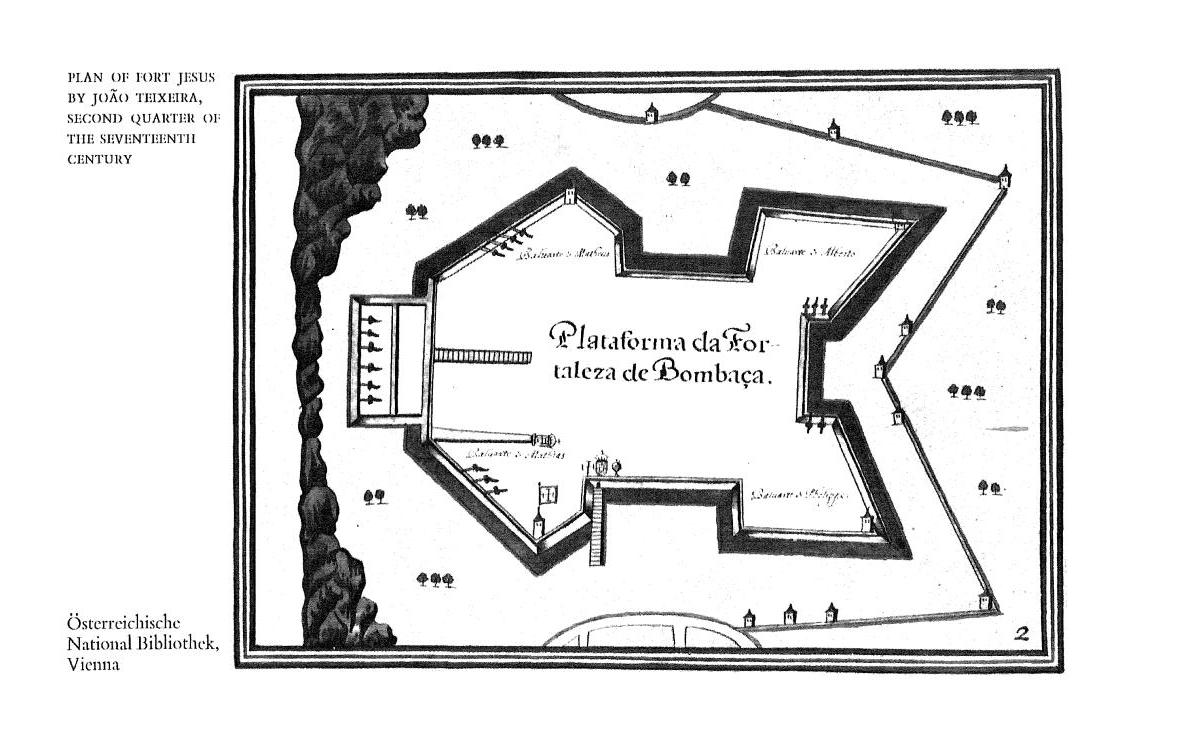
Plataforma da Fortaleza de Bombaça (João Teixeira Albernaz, século XVII).

Ergue-se no topo de uma formação de coral, sobranceira à entrada do antigo porto de Mombaça, e tinha a função de defesa daquela escala das rotas comerciais portuguesas entre o Estado da Índia e os seus interesses na África Oriental, na passagem do século XVI para o XVII.
É considerado pelos estudiosos na atualidade como um dos representantes mais significativos da arquitetura militar portuguesa do século XVI na costa oriental africana. Encontra-se classificado pela UNESCO como Património Mundial.

## História

### Antecedentes
Nesta povoação swahili, num dos melhores portos de águas profundas da costa oriental africana, em posição estratégica frente ao sub-continente indiano, constitui-se um importante entreposto comercial islâmico, que mantinha significativas relações com Cambaia e Sofala.
Ao contrário de Melinde, Mombaça hostilizou a presença da frota de Vasco da Gama em 1498, vindo a ser atacada em 1505, em represália, por D. Francisco de Almeida, primeiro Vice-rei do Estado Português da Índia. Nos anos seguintes, por diversas ocasiões foi alvo de ataques portugueses, o último dos quais conduzido por D. Nuno da Cunha, em 1528. Este, a caminho de Goa onde viria a tomar posse como Governador-geral do Oriente, decidiu pela destruição da cidade, arrasada na ocasião.

### O forte quinhentista
No contexto da Dinastia Filipina, diante de alterações nas condições que mantinham a principal base de operações portuguesa na feitoria de Melinde, foi decidida a transferência das suas operações para Mombaça, com a ocupação definitiva desta cidade em 1585.
Diante dos ataques dos turcos otomanos em 1585 e em 1588, para guarnecer este porto estratégico, foi projetada pelo arquiteto militar milanês Giovanni Battista Cairati, arquiteto-mor de Portugal no Oriente sob o reinado de Filipe I de Portugal, uma fortificação compacta e poderosa, a Fortaleza de Jesus de Mombaça. As obras foram iniciadas pelo seu primeiro capitão, Mateus Mendes de Vasconcelos, a partir de 11 de abril de 1593 e estavam concluídas em 1596.

### O século XVII
Após a partida de Mendes de Vasconcelos, as relações entre os Portugueses e o sultão de Mombaça começaram a deteriorar-se. Foi nesse contexto que, em 1626, Muhammad Yusif, educado em Goa onde recebera o batismo cristão e o nome de D. Jerónimo Chingulia, foi feito sultão. No poder, a 16 de agosto de 1631, as suas forças penetraram de surpresa na fortaleza, matando o seu capitão, Pedro Leitão de Gamboa, e massacrando toda a população portuguesa de Mombaça: 45 homens, 35 mulheres e 70 crianças.
Tão logo a notícia chegou à Índia, uma expedição portuguesa foi organizada em Goa e enviada para a retomada de Mombaça. Entretanto, após um cerco que se estendeu por dois meses, de 10 de janeiro de 1632 a 19 de março de 1632, a empreitada foi abandonada. Em 16 de maio o sultão abandonou a posição em Mombaça e tornou-se um pirata. Finalmente, em 5 de agosto de 1632 a pequena força portuguesa sob o comando do capitão Pedro Rodrigues Botelho, que havia permanecido em Zanzibar, reocupou a fortaleza.
Obras de ampliação e reforço da fortificação tiveram lugar em 1639.
Em fevereiro de 1661, o sultão de Omã saqueou a parte portuguesa da cidade de Mombaça, mas não dirigiu nenhum ataque à fortaleza.
Em 1696, uma grande expedição islâmica de Omã atingiu Mombaça, impondo cerco à fortaleza a partir do dia 13 de março. A sua guarnição constituía-se então por de 50 a 70 soldados Portugueses e algumas centenas de nativos leais. A fortaleza recebeu auxílio, em dezembro desse ano, de uma expedição Portuguesa enviada para esse fim, mas nos meses seguintes, uma epidemia matou todos os Portugueses da guarnição e, a 16 de junho de 1697 a defesa da praça encontrava-se nas mãos do xeque Daúde de Faza, com 17 de seus familiares, 8 africanos e 50 africanas. Em 15 de setembro de 1697 uma embarcação Portuguesa chegou com alguns reforços e, no final de dezembro do mesmo ano, outra chegou de Goa também com alguns soldados. Na manhã de 13 de dezembro de 1698, após dois anos e nove meses de assédio, as forças de Omã fizeram um ataque decisivo, logrando finalmente tomar o forte, cuja guarnição estava reduzida ao Capitão, nove homens e um religioso, frei Manoel de Jesus. Sete dias mais tarde, uma frota com reforços portugueses chegava a Mombaça, mas era tarde demais: com a conquista do Forte Jesus, toda a costa dos atuais Quénia e Tanzânia, juntamente com Zanzibar e Pemba, caiu em mãos das forças de Omã.

### Os séculos XVIII e XIX
Graças a uma revolta das tropas africanas contra os governantes de Omã, o sultão de Pate, a quem o forte foi oferecido, entregou-o aos portugueses em 16 de março de 1728. No ano seguinte, em 1729, uma revolta dos habitantes de Mombaça contra os portugueses conduziu a um novo cerco ao forte no mês de abril, forçando a rendição da guarnição em 26 de novembro desse mesmo ano.
A partir de então a fortificação mudaria de mãos ao sabor das forças dominantes na região, até à independência do Quénia no século XX. Assim, entre 1741 e 1837, Mombaça constitui-se numa cidade-estado independente. Voltou a ser dominada por Omã até 1888 mas, na prática, desde 1875, era controlada pelos ingleses. Com a constituição, em 1895, da colónia inglesa do Quénia, as instalações do Forte Jesus foram utilizadas como uma prisão governamental.

### Do século XX aos nossos dias
A partir de 1958, ano em que foi classificado como Monumento Histórico, e com vistas à sua restauração, passou a ser estudado por especialistas ingleses e quenianos com o apoio da Fundação Calouste Gulbenkian em Lisboa. As escavações arqueológicas foram conduzidas por uma equipe liderada por James Kirkman, fartamente apoiadas por documentos históricos, de 1958 a 1971.
É, nos nossos dias, o mais importante monumento histórico do Quênia, encontrando-se requalificado como museu.
Em junho de 2011, o Forte de Jesus de Mombaça, foi classificado pela UNESCO e passou a integrar a lista do Património Mundial.

## Características
A sua planta apresenta o formato de um quadrilátero, com baluartes nos vértices - os dois pelo lado de terra triangulares, em forma de espigão, e os dois voltados para o mar, em triângulo obtuso — respectivamente sob a invocação de São Filipe, Santo Alberto, São Matias e São Mateus.
Próximo ao baluarte de São Matias rasga-se o portão de armas, encimado por uma lápide com a inscrição:
"Reinando em Portugal Phellipe de Austria o primeiro (…) por seu mandado (…) fortaleza de nome Jesus de Mombaca aomze dabril de 1593 (…) Visso Rei da India Mathias Dalboquerque (…) Matheus Mendes de Vasconcellos que pasou com armada e este porto (…) arquitecto mor da India Joao Bautista Cairato servindo de mestre das obras Gaspar Rodrigues."
A planta do Forte Jesus repete-se no Forte dos Reis Magos, em Natal, na costa nordeste do Brasil, iniciado em 1598 pelo jesuíta Gaspar de Samperes, que fora "mestre nas traças de engenharia na Espanha e Flandres" e discípulo do italiano Giovanni Battista Antonelli: uma coincidência decerto explicável pelo uso das mesmas fontes.

## Cronologia
- 11 de abril de 1593 – 15 de agosto de 1631: ocupação portuguesa
- 15 de agosto de 1631 – 16 de maio de 1632: conquista pelo sultão de Mombaça
- 16 de maio de 1632 – 5 de agosto de 1632: abandono
- 5 de agosto de 1632 – 13 de dezembro de 1698: reocupação portuguesa
- 13 de dezembro de 1698 – março de 1728: reocupação por Omã
- 16 de março de 1728 – 26 de novembro de 1729: reocupação portuguesa
- novembro de 1729 – 1741: reocupação por Omã
- 1741 – 1747: governador de Mombaça
- 1747: reocupação por Omã
- 1747 – 1828: governo de Mombaça (protetorado inglês de 1824 a 1826)
- 1828: governador de Mombaça sob o domínio de Omã
- 1828 – 1837: governador de Mombaça
- 1837 – 1856: ocupação por Omã
- 1856 – 1895: ocupação por Zanzibar
- 1895 – 1963: ocupação pela Grã-Bretanha